# Jean-Baptiste Toselli
 (avril 2010).
Si vous disposez d'ouvrages ou d'articles de référence ou si vous connaissez des sites web de qualité traitant du thème abordé ici, merci de compléter l'article en donnant les références utiles à sa vérifiabilité et en les liant à la section « Notes et références ».
Pour les articles homonymes, voir Toselli (homonymie).
Jean Baptiste Toselli, né le 2 décembre 1805 à Nice (département des Alpes-Maritimes sous le 1er Empire) et mort le 22 mars 1885 à Nice (Alpes-Maritimes), est un écrivain et un homme politique français du XIXe siècle. Une place de la cité niçoise porte son nom.

## Biographie
Ce fils de commerçants, voué par son père à une vie ecclésiastique, est nommé en 1848 par le gouvernement sarde économe du Collège National installé dans l'ancien couvent des Augustins de Nice (actuel lycée Masséna). Il occupe cette fonction jusqu'en 1854. Jusqu'en 1873, il est également président du conseil de fabrique de la paroisse Sainte Réparate. Parallèlement, élu au sein du conseil municipal sur la liste du maire Auguste Raynaud, il est adjoint au maire de 1871 à 1878.
Jean-Baptiste Toselli est chevalier de l'ordre des Saints-Maurice-et-Lazare.

## Œuvres
Il se dévoua entièrement à ses recherches d'archives concernant l'histoire et la langue de Nice et de sa région. Nous lui devons de nombreux ouvrages en français et en niçois.
- 1860 : Biographie ancienne et moderne 2 volumes.
- 1862 : Notice historique en précieuses reliques du martyr St Alexandre.
- 1864 : Lexique Niçois, Rapport d'une conversation sur le dialecte Niçois.
- 1869 : Comment on aurait pu tenter le sauvetage des galions de Vigo, Notice biographique sur Masséna, Précis historique de Nice depuis sa fondation jusqu'en 1860.
- 1870 : Communication faite aux académiciens des sciences sur la possibilité de diriger les aérostats.
- 1871 : Trois journées belliqueuses à Nice.
- 1872 : La taupe marine.
- 1878 : Les engins sous-marins, La glacière italienne, Recuei de 3176 proverbi nissart, Sur la glace artificielle.
- 1879 : Les désappointés. Pièce-revue en 2 actes et 7 tableaux.